# Zeugen Jehovas in Nigeria
Die Zeugen Jehovas sind in Nigeria eine religiöse Minderheit. 2016 bekannten sich ca. 0,22 % der Bevölkerung zu dieser Religionsgemeinschaft.
Die ersten Mitglieder der Zeugen Jehovas trafen in den 1920ern im Süden Nigerias ein. Seitdem hat sich die Gruppe in viele Teile des Landes ausgebreitet. Im Mai 1940 wurde die Einfuhr von Publikationen der Zeugen Jehovas verboten; das Verbot wurde 1946 aufgehoben. 1949 begannen Zeugen Jehovas ein Alphabetisierungsprogramm in Nigeria; allein zwischen 1970 und 1996 lehrten sie 22.000 Personen Lesen und Schreiben. 1970 lebten 87.000 Zeugen Jehovas in Nigeria, bis 2016 war die Zahl auf über 370.336 gestiegen. In Nigeria lebt damit die viertgrößte nationale Gruppe der Zeugen Jehovas weltweit und die größte in Afrika. Teile der Urhobo-Clans, der königlichen Familie des früheren Okpe-Reiches in Nigeria, gehörten zu den Zeugen Jehovas.
Derzeit werden die Zeugen Jehovas in ihrer Religionsausübung in Nigeria nicht behindert, nur in wenigen Fällen kam es zu religiös motivierten Diskriminierungen oder Übergriffen. Die Praxis der Zeugen Jehovas, mit Hausbesuchen Missionierung zu betreiben, ist in Nigeria kulturell gut etabliert, da traditionell Fremde ins Haus gebeten werden und religiöse Diskussion unter Fremden üblich sind.
Im Jahr 2001 hat das höchste Gericht Nigerias zugunsten einer Klage eines Zeugen Jehovas entschieden, dass Menschen das Recht haben, Bluttransfusionen aus religiösen Gründen abzulehnen.
Die Druckerei der Zeugen Jehovas in Nigeria druckt pro Jahr 41 Millionen Exemplare des Wachtturms und des Erwachet! in neun Sprachen.